# Dam (waterkering)

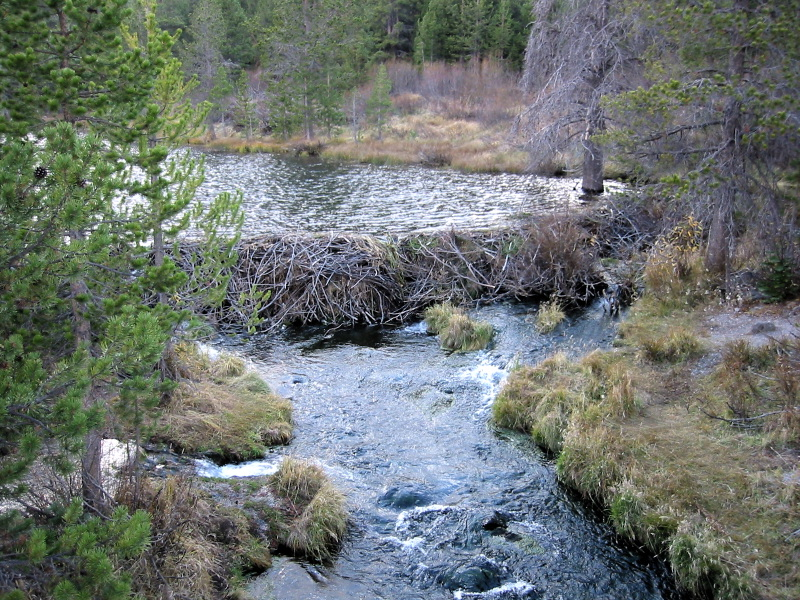
Dam van de Canadese bever in Lassen Volcanic National Park

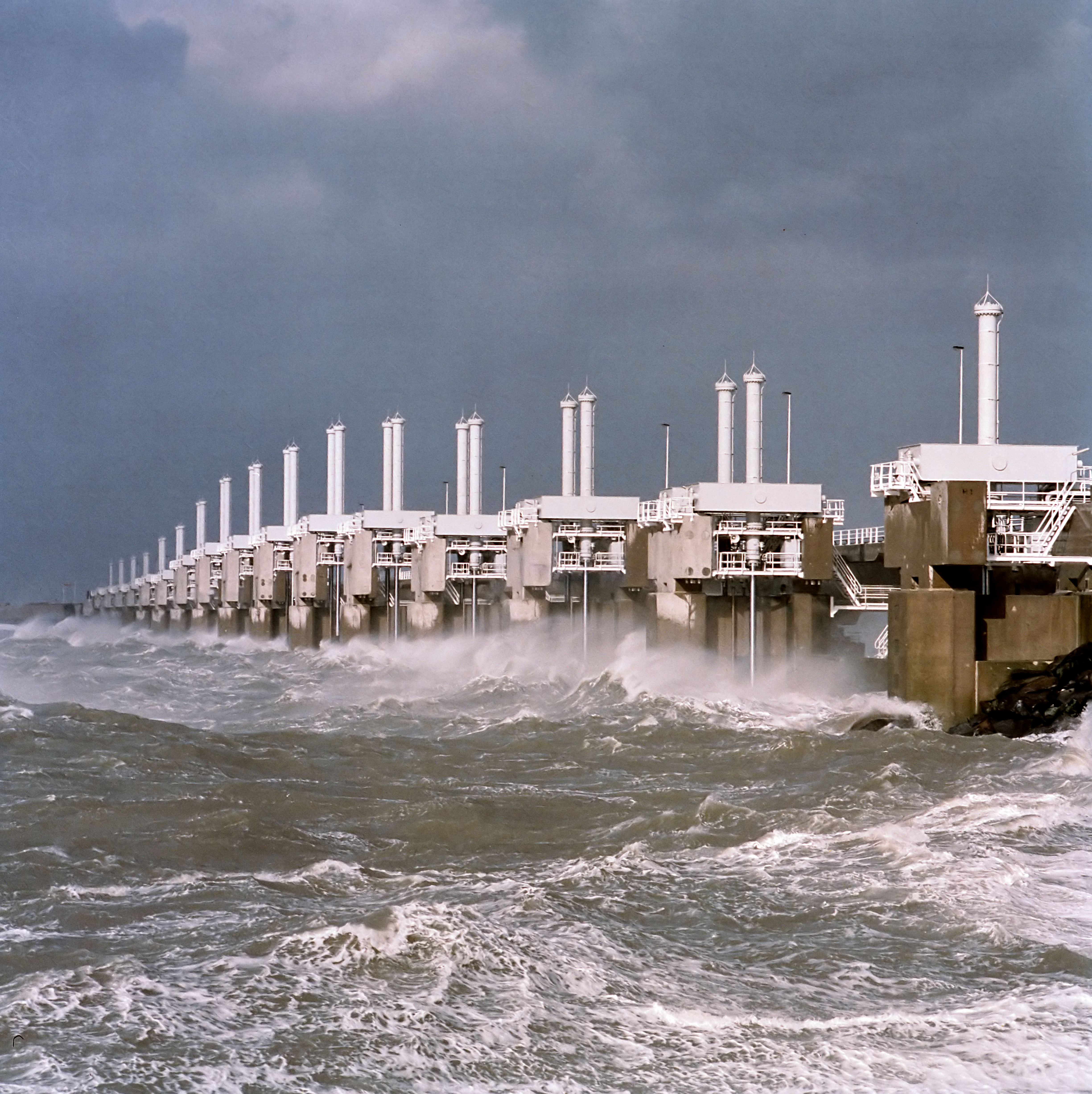
De Oosterscheldekering bij storm

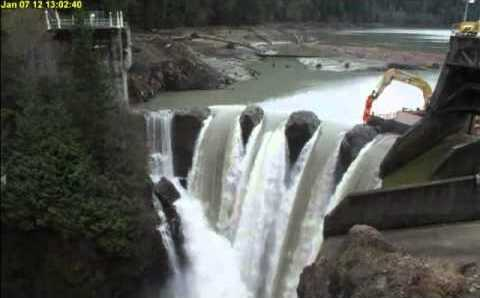
Glines Canyon Dam in de Elwha (V.S.). Hier zijn vijf inkepingen te zien in de dam tijdens het verwijderingsproject dat een jarenlang proces was om de natuur te herstellen.

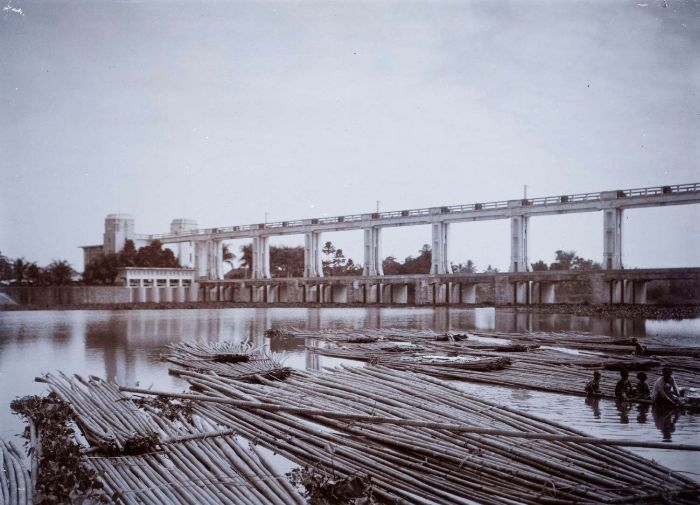
Bamboevlotten naast de stuw in de rivier Ciujung bij Pamarajan

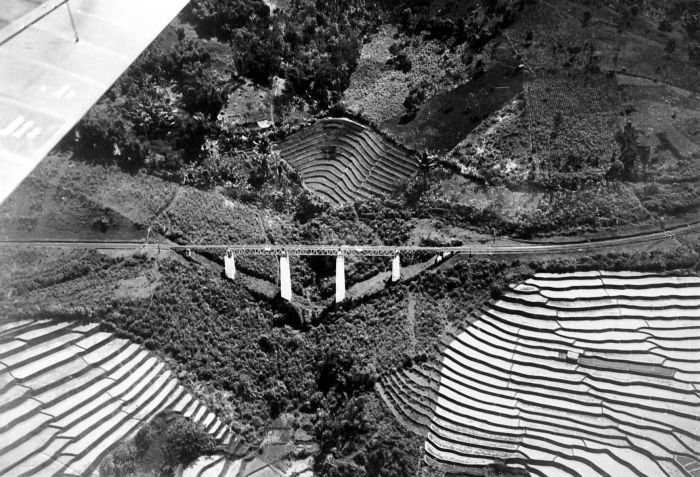
Sawalandschap in de Preanger Regentschappen ter hoogte van halte Tjilamé, Bandung, West-Java

Een dam is een dwars door een water gelegen afsluiting, bedoeld om vissen te vangen, water te keren of te beheersen ten behoeve van bijvoorbeeld inpoldering, energieopwekking, of wegenaanleg. Natuurlijke dammen worden gebouwd door bevers en stuwdammen door mensen.
Wereldwijd zijn er zo'n 45.000 dammen aangelegd door mensen, waarvan er 5000 in Europa zijn. Begin twintigste eeuw werden de eerste dammen van Europa gebouwd en in de jaren zeventig en tachtig kwam er een snelle groei van het aantal dammen. In Europa zijn ze met name gebouwd in rivieren in de Alpenlanden, in het noordwesten van het Verenigd Koninkrijk en in het noorden van Spanje. Dammen en meren worden ingezet bij de irrigatie van landbouwgebieden, om de waterstand van de rivier te controleren, voor de drinkwatervoorziening en voor recreatiedoeleinden. Buiten Europa wordt 20% van de dammen gebruikt voor energieopwekking, binnen Europa ligt dit op 70%.
De oudste bij naam bekende dam is de Drususdam, omstreeks 12 v.Chr. aangelegd door de Romeinen. De bekendste dammen in Nederland maken onderdeel van de Deltawerken. De Afsluitdijk is met 30 kilometer de langste dam van Nederland. Dergelijke dammen zijn bedoeld om het waterniveau in grote binnenwateren te reguleren en het laaggelegen omliggende land te beschermen. België en Suriname kennen, in tegenstelling tot Nederland, enkele stuwdammen. Een stuwdam bevat vaak een waterkrachtcentrale en heeft daarmee vaak als belangrijkste functie het opwekken van energie. Vanwege de negatieve ecologische impact worden tegenwoordig dammen weer afgebroken.

## Dammen en plaatsnamen
Veel Nederlandse plaatsnamen danken hun naam aan een dergelijke afsluiting. Het was een plaats waar het verkeer naartoe werd geleid, en op dergelijke plaatsen ontstond bebouwing. Hoewel dam-namen ook op andere manieren ontstaan zijn, heten veel plaatsen naar het water waarin de dam was gelegen, met als tweede deel het woord dam, bijvoorbeeld:
- Amstel + dam → Aemstelredam(me) → Amsterdam. Zie ook: Dam (Amsterdam)
- Rotte + dam → Rotterdam
- Schie + dam → Schiedam
- Zaan + dam → Zaandam

Alhoewel het woord "dam" in veel talen is overgenomen zijn dam-plaatsen gemeengoed in Nederland. In België komt de naam Damme voor.

## Pendam, pending, penningsdijk
In het noorden van Nederland worden een dam, met name als deze voorkomen in een watergang, ook wel pendam genoemd. Het woord pennen betekent het vasthouden of tegenhouden van water. Kades langs watergangen worden ook wel penning of pending genoemd. Omdat het woord niet meer als zodanig werd herkend, werd het soms verlengd tot penningsdijk (feitelijk een tautologie).